# Френсис Бакленд
Френсис Бакленд (17 грудня 1826 Оксфорд—19 січня 1880) — британський іхтіолог, хірург і письменник-натураліст, син геолога Діна Вільяма Бакленда.
Отримав шкільну освіту у Коттерстоку, вищу — в коледжах Вінчестера та Крайст-Черча (навчався в ньому в 1844— 1848 роках, закінчив з другої спроби). Отримавши ступінь1848 року; потім зайнявся медициною, почавши практикувати в лікарні Св. Георгія, Лондон, де став штатним хірургом з 1852 року. 1854 —  став помічником хірурга в лейб-гвардії. Заняття анатомією привели до формування в нього інтересу до вивчення зоології. З 1856 року став регулярно писати наукові статті з природознавства для нового видання «Царина» (Field), найчастіше на тему іхтіології. 1866 —  заснував видання «Земля і вода» (Land and Water), також спеціалізувалося на природознавстві. 1867 —  був призначений урядовим інспектором з рибальства, обіймав цю посаду до кінця життя. За службовим обов'язком постійно їздив по країні, найбільшу увагу при цьому приділяючи науковій стороні рибальства. Перед смертю страждав на сильні легеневі кровотечі, проте точна причина смерті науковця встановлена не була.
До числа його найбільш відомих публікацій, крім статей і офіційних звітів, відносяться «Fish Hatching» (1863), «Curiosities of Natural History» (4 томи, 1857-1872), «Logbook of a Fisherman» (1875), «Natural History of British Fishes» (1881).
Похований на Бромптонскому цвинтарі в Лондоні.